# Latīf
Latīf (arabisch لطيف, DMG Laṭīf ‚gütig, freundlich, feinfühlig‘) ist ein arabischer Vor- und Nachname. In der Verbindung ʿAbd al-Latīf mit der Bedeutung „Diener des Feinfühligen“ ergibt er einen der 99 Namen Allahs. Die weibliche Variante des Namens ist Latifa.

## Namensträger

### Vorname
- Latif Nazemi (* 1947), afghanischer Dichter

### Familienname oder Vatersname
- Ali Latif (1944–2009), kurdischer Maler und Sportler
- Alischer Dschurajewitsch Latif-Sade (* 1962), tadschikischer Komponist, siehe Alischer Latifsoda
- Badri Latif (* 1977), deutsche Hockeyspielerin
- Idris Hasan Latif (1923–2018), indischer Militär und Politiker
- Mojib Latif (* 1954), deutscher Meteorologe, Klimaforscher und Hochschullehrer
- Nur Shazrin Mohamad Latif (Nur Shazrin Binti Mohamad Latif, auch Nur Shazrin Mohd Latif; * 1998), malaysische Seglerin
- Rafia Latif (* um 1950), indische Badmintonspielerin
- Shazad Latif (* 1988), britischer Schauspieler